# Prečkanje Rdečega morja (Bronzino)
Prečkanje Rdečega morja, znano tudi kot Prečkanje Rdečega morja in Mojzesovo imenovanje Jozueta, je freska italijanskega umetnika Agnola di Cosima, znanega kot Bronzino, dokončana leta 1542. Prikazuje Izraelce, ki prečkajo Rdeče morje iz 2. Mojzesove knjige, in Mojzesa, ki pooblašča Jozueta, da vodi Izraelce v obljubljeno deželo iz 4. Mojzesove knjige. Danes je v Palazzo Vecchio v Firencah.
Leta 1540 sta Cosimo I. Medičejski in/ali njegova žena Eleonora Toledska naročila to in druge freske za Eleonorino zasebno kapelo. Tri od štirih sten majhne kapele v drugem nadstropju palače so pokrite z deli, ki pripovedujejo zgodbo o Mojzesu.

## Sestava
Velika freska je primer manieristične umetnosti in jo najdemo na južni steni kapele. Uokvirjajo ga fiktivni arhitekturni elementi, vključno s stebri in lokom, ki dajejo iluzijo, da je prizor vsebovan v luneti. Spandreli v zgornjih vogalih se ponašajo z medaljoni in draperijami, ki dopolnjujejo iluzijo. Poškodba spodnjega levega kota je posledica vlage.
Freska prikazuje tri različne prizore iz Stare zaveze. Tri figure v ospredju na sredini in tri figure v ospredju na levi predstavljajo hebrejski narod, ki se pripravlja na odhod iz Egipta (2 Mz 12,33–39). V ozadju so prikazani Hebrejci, ki so varno zaključili prečkanje Rdečega morja, medtem ko Mojzes (prikazan v modri barvi) pokaže vodam, naj se vrnejo in utopijo zasledovalne Egipčane (2 Mz 14,21–29). V desnem ospredju je upodobljen Mojzes, ki je tik pred koncem svojega življenja, položil roko na Jozueta in mu naročil, naj vodi Izraelce (4 Mz 27,18–23).
Bronzinova postavitev Hebrejcev v ospredju dokazuje njegovo manieristično nagnjenje k prisvajanju klasičnih kiparskih motivov v svojih delih. Sedeči akt na desni je prikazan v klasični ležeči pozi rečnega boga. Polgoli mladenič na levi s hrbtom obrnjen proti gledalcu zvija telo, da bi oprijel roko sedeče ženske, medtem ko drži na glavi snop nekvašenega kruha. Istega mladeniča je mogoče videti, kako doseže oddaljeno obalo v ozadju freske. Bronzinova študija stoječega akta v Uffiziju je do 20. stoletja veljala za delo Bronzinovega učitelja Pontorma. Očitno gre za pripravljalno risbo s kredo za stoječo figuro s snopom na glavi. Njegov pretiran sunek bokov in dvignjena roka sta pogosta manieristična motiva, ena noga prekrižana za drugo pa je prepoznavna poza Bronzina. Figura v sredini, ki se naslanja na skalo, je prikazana s podobno prekrižanimi nogami. Zdi se, da je držo stoječe figure navdihnila rimska kopija grškega bronastega kipa, znanega kot Idolino. Odkrili so ga leta 1530 med izkopavanjem v vili Imperiale v Pesaru, kjer je Bronzino takrat delal. Bronzino je zamenjal nežen kontrapost starodavne skulpture z bolj umetno pozo, ki je dekorativna in elegantna.
Pontormo je svojo nagnjenost k posnemanju Michelangela prenesel na svojega učenca Bronzina. To lahko jasno vidimo, če pogledamo Mojzesovo iztegnjeno roko, ko se pripravlja položiti roko na mladega Jozueta. Poteza je vzeta neposredno iz Stvarjenja Adama v Sikstinski kapeli. Umetnostni zgodovinar Arthur McComb je razmišljal o teh idealiziranih, a čustveno odmaknjenih figurah, ki so navdih črpale iz prejšnjega dela:
Težko je verjeti, da smo tukaj v družbi nadlegovanih Judov, ki bežijo iz suženjstva. To je prej družba izbrancev, mladostnih antičnih bogov in lepih renesančnih dam. Morje, v katerega so prišla ta bitja marmorne formalnosti, je ledeno in mirno, arktični vtis pa potrjuje barva borealnega hladu.
Poškodba na freski je izbrisala velik del prizora, ki prikazuje Hebrejce, ki se pripravljajo na odhod iz Egipta. Anonimna gravura na podlagi Bronzinovega dela, ki jo je Hieronymus Cock objavil kmalu po dokončanju freske, vključuje manjkajoče podrobnosti. Če te podrobnosti natančno predstavljajo Bronzinovo delo, prizor prikazuje stoječo mladost, ki spodbuja dve doječi materi, da vstaneta in začneta eksodus. Ob njegovih nogah sedi drug otrok in svežnji zalog za na pot.
Na podlagi teh dokazov je umetnostna zgodovinarka Janet Cox-Rearick predlagala, da okrašena srebrna žara in zlata posoda v ospredju predstavljata egipčanski zaklad, ki so ga Hebrejci vzeli s seboj, ko so se naglo pripravljali na odhod.

## Simbolizem in portret
Ta slika vsebuje različna namigovanja na dinastične in politične namere Medičejcev. Mojzesa lahko enačimo s Cosimom I., ki želi svoje ljudstvo popeljati v obljubljeno deželo. Prečkanje Rdečega morja in uničenje egipčanske vojske namiguje na bitko pri Montemurlu leta 1537, kjer je Cosimo I. premagal vojsko, ki je poskušala obnoviti Florentinsko republiko. Simbolika, ki kaže na bitko, ni posebej subtilna. Rdeča egipčanska zastava v levem ozadju prikazuje del grba družine Strozzi, ene od glavnih frakcij, ki nasprotujejo vladavini Medičejcev. Imenovanje Jozueta s strani Mojzesa se nanaša na rojstvo leta 1541 Francesca, sina Cosima I. in Eleonore ter dediča vojvodske države. To zadnjo aluzijo krepi noseča ženska, upodobljena za Mojzesom v desnem ospredju.
Portreti donatorjev, političnih osebnosti in umetnikov, vdelani v verska dela, so bili v Firencah v 16. stoletju pogosti. Zdi se, da so trije možje, ki obkrožajo Mojzesa v desnem ospredju, portreti. Samo eden je bil pozitivno identificiran. Moški z dolgo temno brado, ki upodablja duhovnika Eleazarja, je Pierfrancesco Riccio, ki je služil kot Cosimov tajnik in duhovnik v Firenški stolnici. Moški v rdečem turbanu je učenjak na podlagi črne frizure pod turbanom, njegova florentinska identiteta pa naj bi bil pisatelj Pier Francesco Giambullari. Mož v modrem, ki gleda iz freske v gledalca, bi lahko bil Bronzinov avtoportret. Domneva se tudi, da je moški, ki kleči pred Mojzesom v desnem ospredju, Eleonorin oče, Don Pedro de Toledo.